# Comuna Starîi Mizun, Dolîna
Starîi Mizun (în ucraineană Старий Мізунь) este o comună în raionul Dolîna, regiunea Ivano-Frankivsk, Ucraina, formată din satele Novîi Mizun și Starîi Mizun (reședința).

## Demografie
Componența lingvistică a comunei Starîi Mizun
     Ucraineană (98,94%)
     Alte limbi (0,99%)
Conform recensământului din 2001, majoritatea populației comunei Starîi Mizun era vorbitoare de ucraineană (98,94%), existând în minoritate și vorbitori de alte limbi.